# Melanochaeta nigripalpis
Melanochaeta nigripalpis är en tvåvingeart som först beskrevs av Becker 1912.  Melanochaeta nigripalpis ingår i släktet Melanochaeta och familjen fritflugor.
Artens utbredningsområde är Etiopien. Inga underarter finns listade i Catalogue of Life.